# Gustavo Ayón
Gustavo Alfonso Ayón Aguirre (Zapotán, municipio de  Compostela, Nayarit, 1 de abril de 1985) es un político y jugador mexicano de baloncesto que juega para los Venados de Mazatlán en el Circuito de Baloncesto de la Costa del Pacífico. Con 2,08 metros de estatura, juega en la posición de pívot.

## Biografía
Reclutado en el verano de 2003, comenzó su carrera en el equipo de Bachillerato de la Universidad Popular Autónoma del Estado de Puebla UPAEP para después de 2 años ingresar en la misma Institución a la carrera de Ciencias de la Comunicación. UPAEP es una universidad mexicana con un equipo de baloncesto que ha sido campeón nacional en 18 ocasiones; durante esta temprana etapa de su carrera fue que adquirió su primer famoso apodo del Grandul debido a sus 2.08 metros de estatura. Pese a ello se coronó con un bicampeonato nacional de CONADEIP (2005 y 2006), Una Copa universitaria Telcel (2004) y formar parte del cuadro ideal de CONADEIP en el 2005 y 2006; En 2005 fue subcampeón en el Estatal de Primera Fuerza Varonil en Chiapas, jugando para Villaflores y realizó una gira en cuatro sedes del mismo estado, reforzando a una selección estatal para medirse al HOPE College, a partir de esto decidió emigrar a la Universidad de San Jose State en California U.S. su paso por esta institución no llegó a un semestre debido a su pocas aptitudes para el estudio y el aprendizaje del idioma inglés, por lo decidió retornar a su país para formar parte del equipo Profesional Halcones de Xalapa, Veracruz y conseguir con ellos dos campeonatos de la LNBP (2007 y 2008) en ese país, así mismo durante la etapa con este equipo fue que adquirió su segundo famoso apodo del Titán Ayón.
En verano de 2009, el Alta Gestión Fuenlabrada lo cedió al CB Illescas, su equipo vinculado, ya que sus dos plazas de extracomunitarios estaban cubiertas. Sin embargo, tras 5 jornadas en el equipo filial, donde se convirtió en el mejor jugador y en uno de los 5 mejores pívots de la competición, se le presentó la posibilidad de jugar en una categoría superior. El Alta Gestión Fuenlabrada decidió cederlo al Tenerife Baloncesto que entrenaba un viejo conocido de Gustavo, Iván Déniz exentrenador de los Soles de Mexicali, equipo contra el que se enfrentó Ayón en dos finales de la LNBP.
Fue reconocido con el premio Jugador Revelación de la ACB de la temporada 2011 obteniendo la máxima puntuación posible y venciendo a jugadores como Nikola Mirotić (Real Madrid) o Xavi Rabaseda, su compañero en el Baloncesto Fuenlabrada.
El 18 de diciembre de 2011, recibe una oferta de los New Orleans Hornets la cual es aceptada por el jugador y por el Fuenlabrada poniendo así rumbo a la NBA. Durante su primera temporada en la NBA fue ganando minutos llegando a promediar 20 minutos por partido, 5.9 puntos y 4.9 rebotes.
En julio de 2012, fue traspasado a Orlando Magic a cambio del californiano Ryan Anderson.
En febrero de 2013, fue traspasado a los Milwaukee Bucks junto con Ish Smith y J.J. Redick a cambio de Beno Udrih, Doron Lamb y Tobias Harris. En julio de 2013, los Milwaukee Bucks no hacen efectiva la extensión de su contrato y decide acordar jugar en los Atlanta Hawks.
En septiembre de 2014, luego de su bajo rendimiento, recurrentes lesiones y pocas actuaciones abandona la NBA. Por lo que regresa a la liga ACB, en donde firma un contrato con el Real Madrid de Baloncesto, luego de que el Barcelona descartara su fichaje, pese a ser el apoderado de su ficha para aquel momento. Durante toda la temporada es un jugador clave para hacer historia y ganar los cinco títulos disputados.
En la temporada 2015/16 se proclama campeón de la Copa del Rey con el Real Madrid y es elegido MVP de la final ante Gran Canaria tras terminar con 15 puntos, 6 rebotes y 23 de valoración, en lo que suponía su primer reconocimiento a nivel individual.
En junio de 2019, tras cinco temporadas en el Real Madrid, dejó el equipo con la intención de regresar a la NBA. Al mes siguiente se anunció su fichaje por el Zenit de San Petersburgo ruso.
El 29 de septiembre de 2020, después de su paso por el Zenit de San Petersburgo, Gustavo ficha por los Astros de Jalisco.
El 19 de septiembre de 2021, firma por los Capitanes de Arecibo de la Baloncesto Superior Nacional donde ser convierte en Campeón.

### Carrera política
En el año 2024 se presentó candidato a la presidencia municipal de Compostela por la coalición Juntos Seguimos Haciendo Historia. Morena-PT-PVEM.

## Selección nacional
Ha sido internacional con la Selección de baloncesto de México, y en agosto de 2009 disputó el Premundial de Úbeda donde había cuatro plazas para el Mundial en juego.
En septiembre de 2013, lideró al equipo nacional mexicano para clasificar por primera vez en 39 años al Campeonato Mundial de Baloncesto; el equipo ganó la medalla de oro del torneo FIBA Américas y Ayón fue nombrado jugador más valioso del torneo.
En agosto de 2014, Ayón lideró a México a la victoria en el partido por la medalla de oro contra Puerto Rico en el Campeonato Centrobasket. Ayón fue nombrado MVP del torneo. Más tarde, participó en la Copa del Mundo de Baloncesto FIBA 2014 donde llegaron hasta la segundo ronda siendo eliminados por Estados Unidos, la selección nacional finalizó en el decimocuarto lugar.

## Estadísticas

### Temporada regular

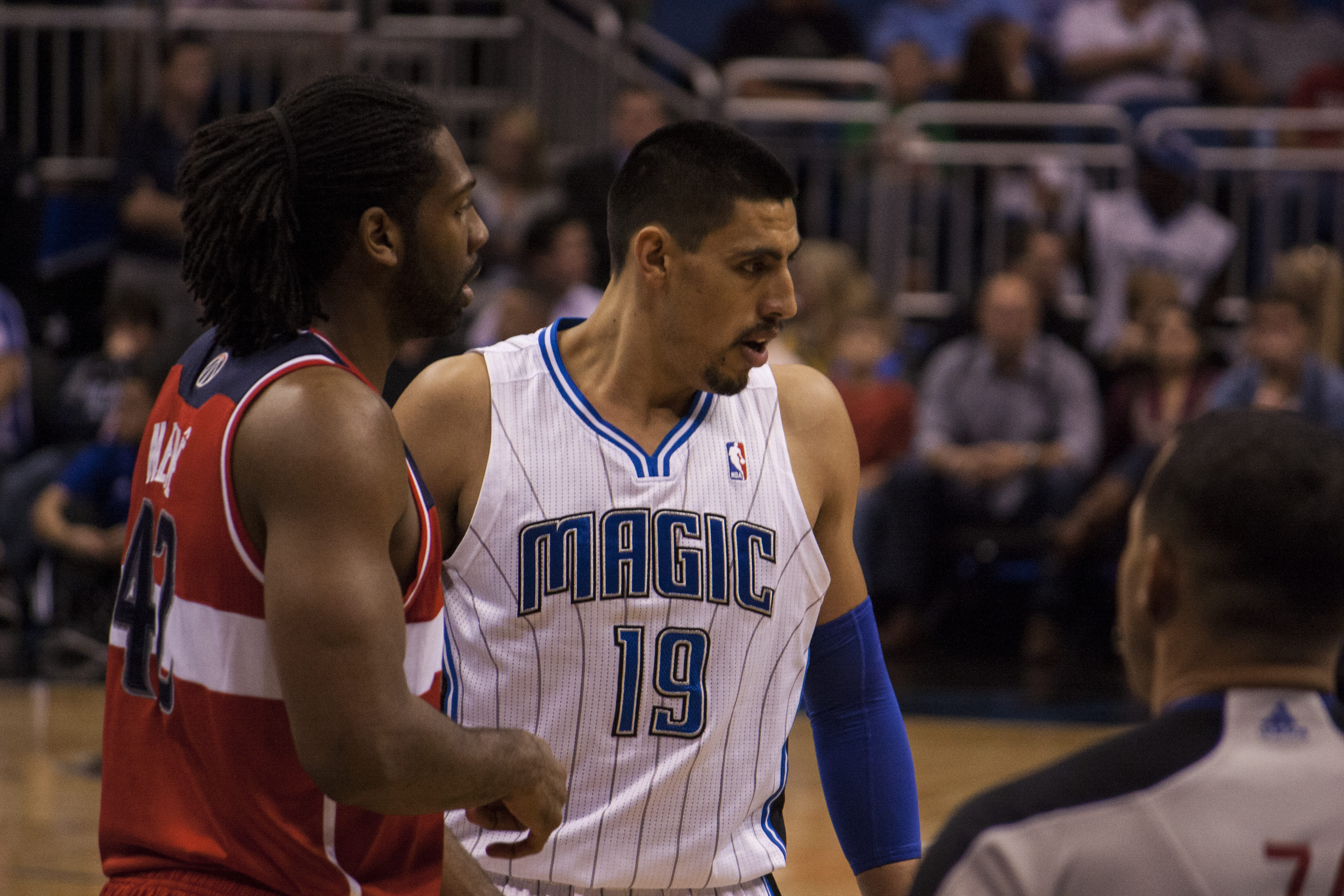
Gustavo Ayon (19) con Orlando Magic.

| Año     | Equipo      | PJ  | PT | MPP  | %TC  | %3P  | %TL  | RPP | APP | ROB | TPP | PPP |
| ------- | ----------- | --- | -- | ---- | ---- | ---- | ---- | --- | --- | --- | --- | --- |
| 2011-12 | New Orleans | 54  | 24 | 20.1 | .536 | .000 | .619 | 4.9 | 1.4 | 1.0 | .9  | 5.9 |
| 2012-13 | Orlando     | 43  | 3  | 13.3 | .536 | .000 | .500 | 3.3 | 1.4 | .3  | .3  | 3.6 |
| 2012-13 | Milwaukee   | 12  | 0  | 13.6 | .595 | .000 | .083 | 4.9 | 1.0 | .8  | .3  | 4.3 |
| 2013-14 | Atlanta     | 26  | 14 | 16.5 | .510 | .000 | .400 | 4.8 | 1.1 | 1.0 | .4  | 4.3 |
| Total   | Total       | 135 | 41 | 16.7 | .536 | .000 | .504 | 4.4 | 1.3 | .7  | .5  | 4.7 |

### Playoffs
| Año   | Equipo    | PJ | PT | MPP | %TC  | %3P  | %TL  | RPP | APP | ROB | TPP | PPP |
| ----- | --------- | -- | -- | --- | ---- | ---- | ---- | --- | --- | --- | --- | --- |
| 2013  | Milwaukee | 3  | 0  | 2.3 | .500 | .000 | .000 | .0  | .0  | .0  | .0  | 1.3 |
| Total | Total     | 3  | 0  | 2.3 | .500 | .000 | .000 | .0  | .0  | .0  | .0  | 1.3 |